# Андре Сімойнш
Андре Сімойнш (порт. André Simões, нар. 16 грудня 1989, Матозіньюш) — португальський футболіст, півзахисник клубу «Фамалікан».

## Ігрова кар'єра
Народився 16 грудня 1989 року в місті Матозіньюш. Вихованець юнацьких команд футбольних клубів «Порту», «Лейшойнш» та «Падроенсе»
У дорослому футболі дебютував 2008 року виступами за «Падроенсе», в якому провів три сезони, взявши участь у 95 матчах чемпіонату. Більшість часу, проведеного у складі У складі, був основним гравцем команди.
У 2011 році Андре перейшов в «Санта-Клару». 21 серпня в матчі проти «Ароки» він дебютував у Сегунда лізі. 6 січня 2013 року у поєдинку проти дублерів «Бенфіки» Андре забив свій перший гол за «Санта-Клару». Загалом відіграв за клуб з Азорських островів наступні два сезони своєї ігрової кар'єри. Граючи у складі «Санта-Клари» також здебільшого виходив на поле в основному складі команди.
Влітку 2013 року Андре перейшов в «Морейренсе». 13 вересня в матчі проти дублерів «Порту» він дебютував за новий клуб. 27 жовтня в поєдинку проти «Фейренсі» Сімойнш забив свій перший гол за «Морейренсе». За підсумками сезону Андре допоміг клубу вийти в еліту. 17 серпня в матчі проти «Насьйонала» з Фуншала він дебютував у Прімейрі.
Влітку 2015 року Сімойнш перейшов у грецький АЕК. 22 серпня в матчі проти «Платаніаса» він дебютував у грецькій Суперлізі. У своєму дебютному сезоні Андре допоміг клубу виграти Кубок Греції. 10 грудня 2016 року в поєдинку проти «Левадіакоса» Сімойнш забив свій перший гол за АЕК. Станом на 13 грудня 2017 відіграв за афінський клуб 67 матчів в національному чемпіонаті.

## Титули і досягнення
- Чемпіон Греції (1):

АЕК: 2017–18
- Володар Кубка Греції (1):

АЕК: 2015–16